# Vệ tinh tự nhiên của Sao Thổ
Các vệ tinh tự nhiên của Sao Thổ rất đa dạng, từ các tiểu vệ tinh nhỏ hơn 1 kilômét (0,62 mi) cho đến Titan khổng lồ, thậm chí còn lớn hơn cả Sao Thủy. Sao Thổ có 274
vệ tinh có quỹ đạo được xác nhận. Con số này không bao gồm hàng nghìn tiểu vệ tinh (moonlet) nằm bên trong vành đai dày đặc của Sao Thổ, cũng không bao gồm hàng trăm vệ tinh xa xôi tiềm năng cỡ vài kilômét đã được quan sát trong sự kiện che khuất. Sao Thổ có 7 vệ tinh có khối lượng đủ lớn để đạt đến trạng thái cân bằng thủy tĩnh, và các vành đai dày đặc với chuyển động quỹ đạo phức tạp của riêng mình. Đặc biệt đáng chú ý trong số các vệ tinh của Sao Thổ là Titan, vệ tinh lớn thứ hai trong Hệ Mặt Trời, với một khí quyển kiểu Trái Đất và một quan cảnh bao gồm các hydrocarbon và các mạng lưới sông khô, và Enceladus, phát ra các luồng khí và bụi và có thể ẩn giấu nước lỏng dưới vùng cực nam.
Các vành đai của Sao Thổ được tạo thành từ các vật thể có kích thước từ kính hiển vi đến các mặt trăng nhỏ rộng hàng trăm mét, mỗi vòng trên quỹ đạo riêng của nó quanh Sao Thổ. Do đó, không thể đưa ra một số lượng chính xác các vệ tinh của Sao Thổ, bởi vì không có ranh giới khách quan giữa vô số vật thể vô danh nhỏ tạo thành hệ vành đai của Sao Thổ và các vật thể lớn hơn được đặt tên là vệ tinh. Hơn 150 vệ tinh tự nhiên được nhúng trong các vòng đã được phát hiện bởi sự xáo trộn mà chúng tạo ra trong vật liệu vòng xung quanh, mặc dù điều này được cho là chỉ là một mẫu nhỏ trong tổng dân số của các vật thể đó.
Vẫn còn 211 vệ tinh tự nhiên chưa được đặt tên (tính đến tháng 3 năm 2025). Ngoại trừ vệ tinh chưa đặt tên là S/2009 S 1, tất cả chúng đều là những vệ tinh không đồng đều. Hầu hết các vệ tinh không đều sử dụng tên từ thần thoại Gallic, Norse và Inuit dựa trên các nhóm quỹ đạo của chúng.<

## Nhóm

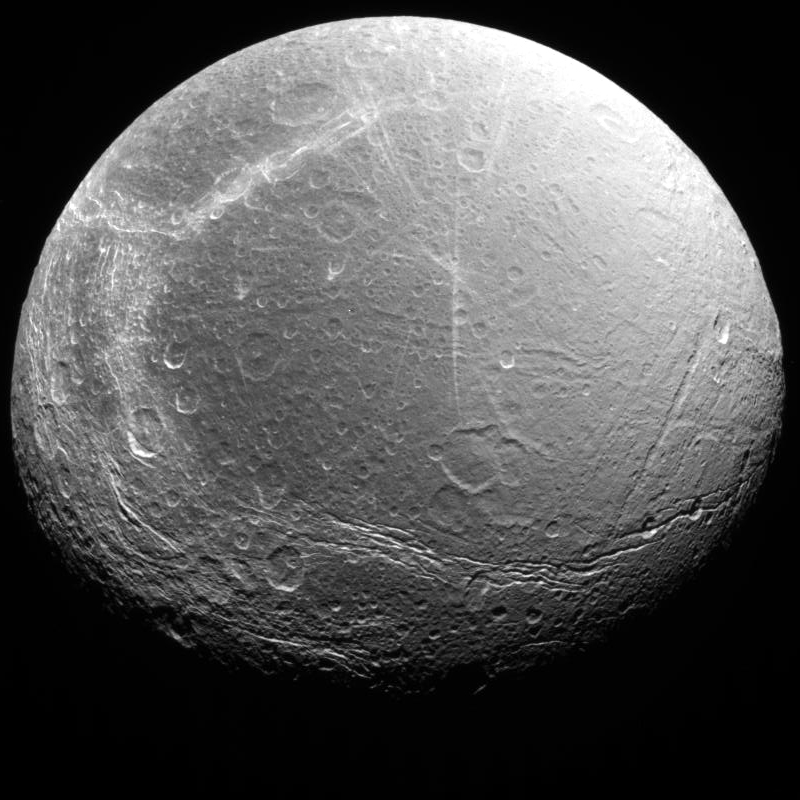
Dione
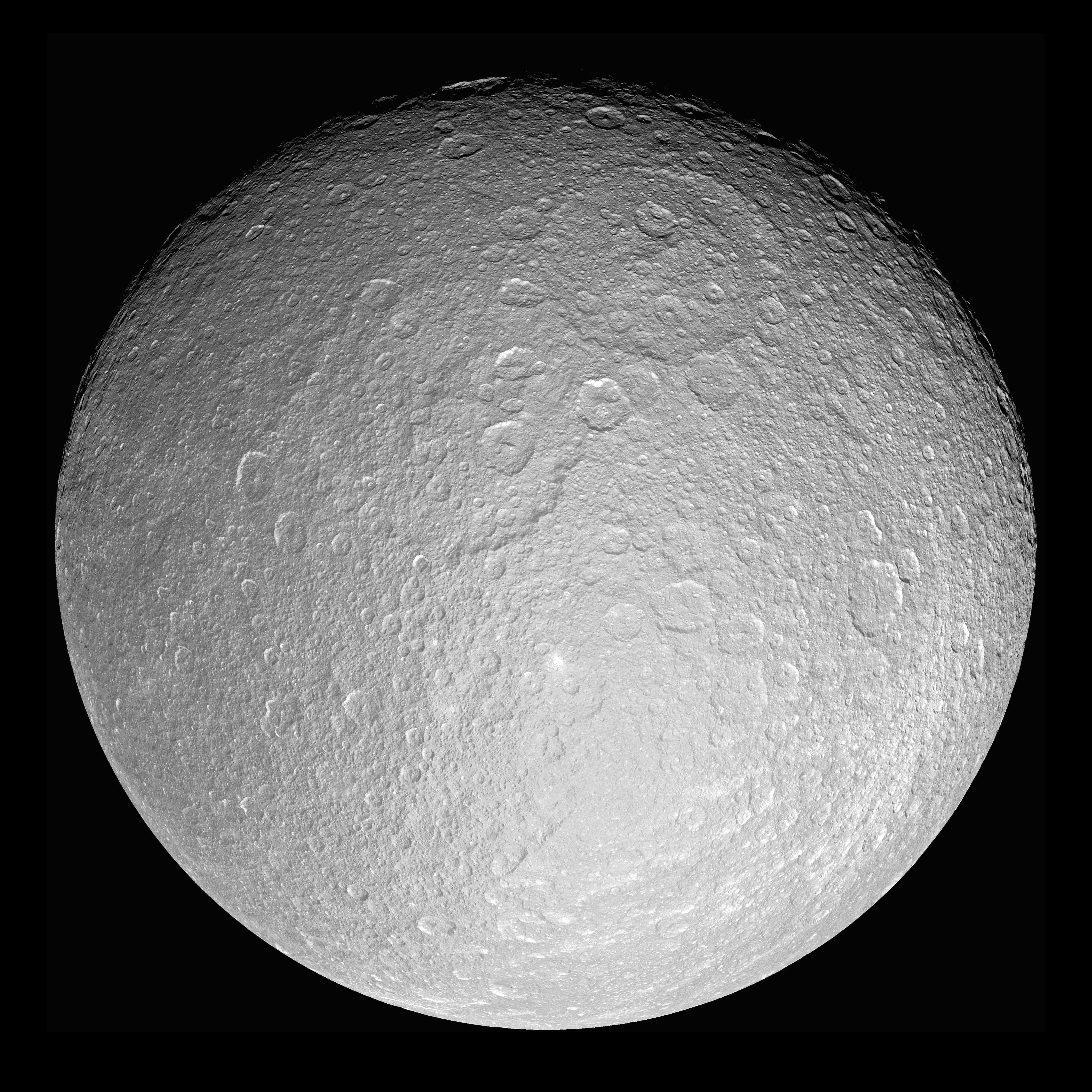
Rhea
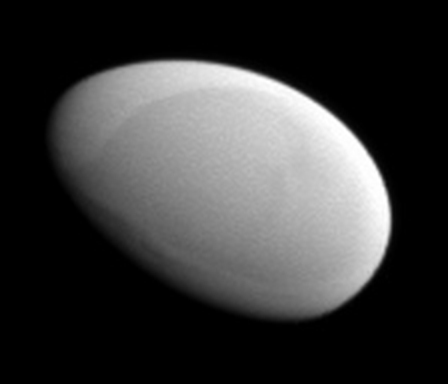
Methone

Các nhà khoa học phân loại các vệ tinh của Sao Thổ ra làm bảy loại. Khác hẳn với trường hợp của Sao Mộc, một vệ tinh của Sao Thổ có thể thuộc nhiều loại. Các loại vệ tinh của Sao Thổ gồm có:
- Loại "bảo vệ vòng đai" có quỹ đạo nằm sát ngoài, hay sát trong, hay ở giữa của vòng đai. Các vệ tinh ở sát ngoài hay sát trong của một vòng đai giới hạn phạm vi của vòng đai đó và làm cho ranh giới của nó rõ ràng hơn, trong khi các vệ tinh ở giữa một vòng đai tạo ra những khoảng hở ở trong giữa vòng đai. Các vệ tinh thuộc loại này gồm có: Pan, Atlas, Prometheus, Pandora, Epimetheus, Janus, S/2004 S3 và S/2004 S4 (hai vệ tinh mới được khám phá vào năm 2004 nên chưa có tên).

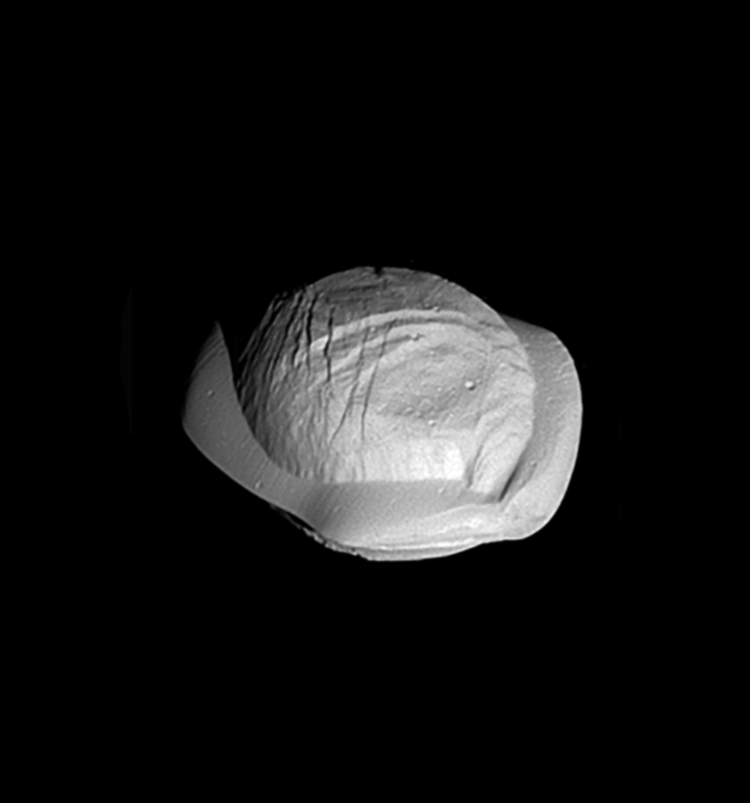
Pan
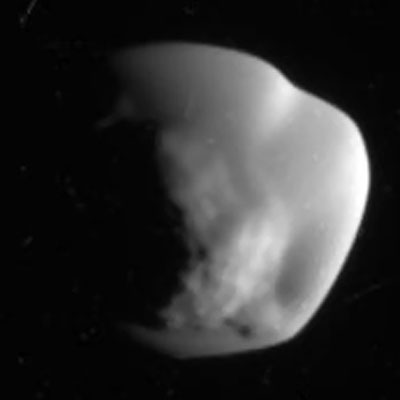
Atlas
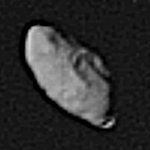
Prometheus

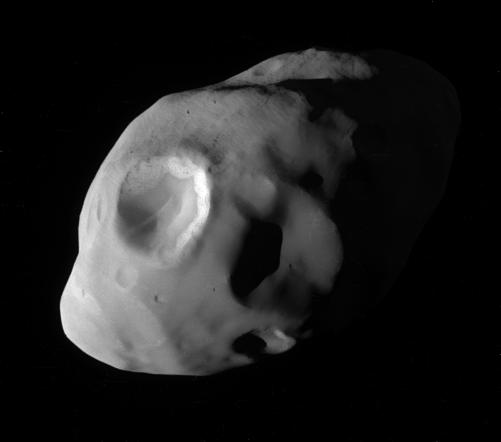
Pandora
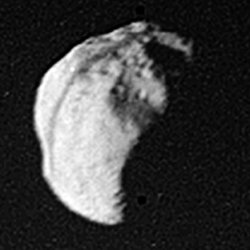
Epimetheus
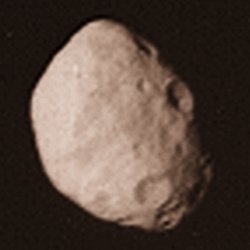
Janus

- Loại vệ tinh "lớn, bên trong" có quỹ đạo nằm giữa 200 ngàn và 450 ngàn km nếu kể từ tâm của Sao Thổ ra. Tuy tên gọi có chữ "lớn", loại này bao gồm vài vệ tinh nhỏ. Các vệ tinh thuộc loại này gồm: Mimas, Enceladus, Tethys, Dione, Rhea, Methone, Pallene...

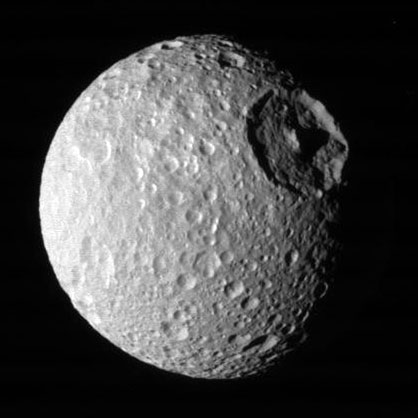
Mimas
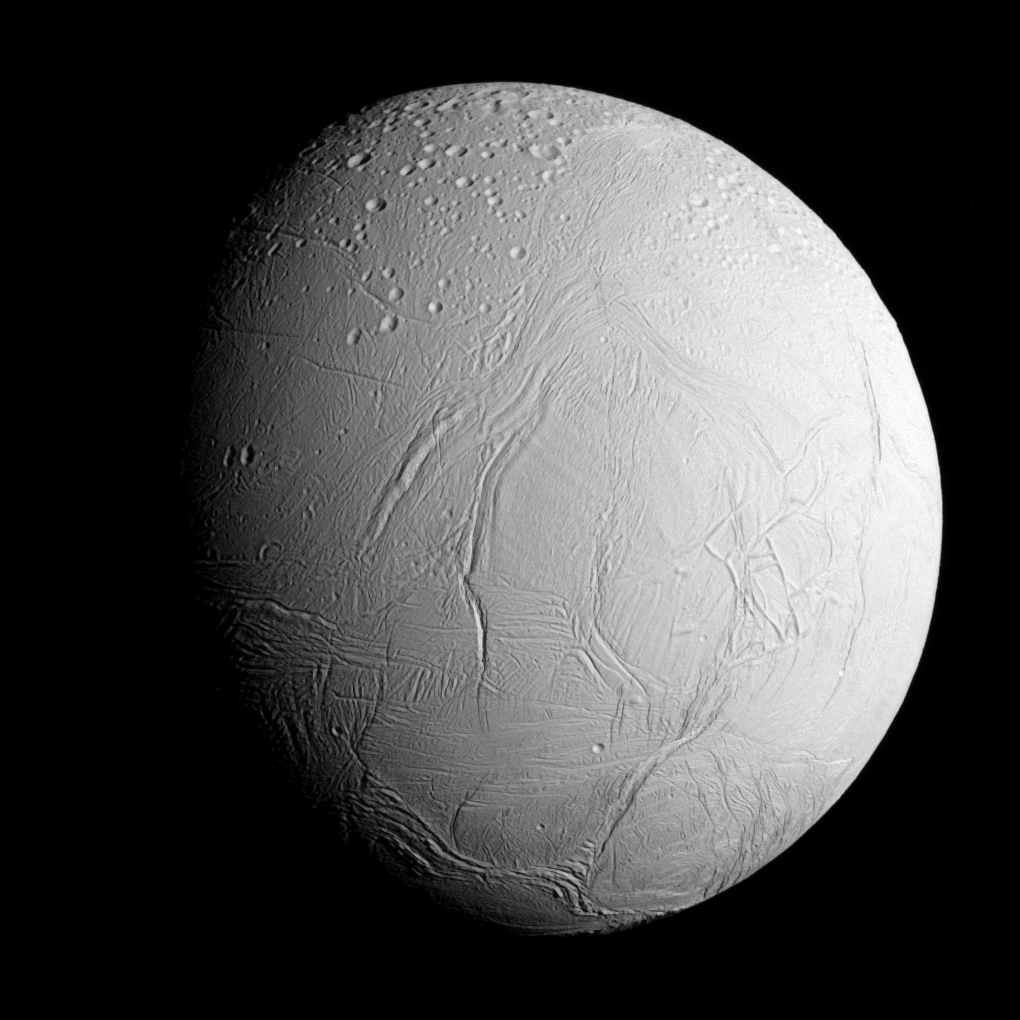
Enceladus
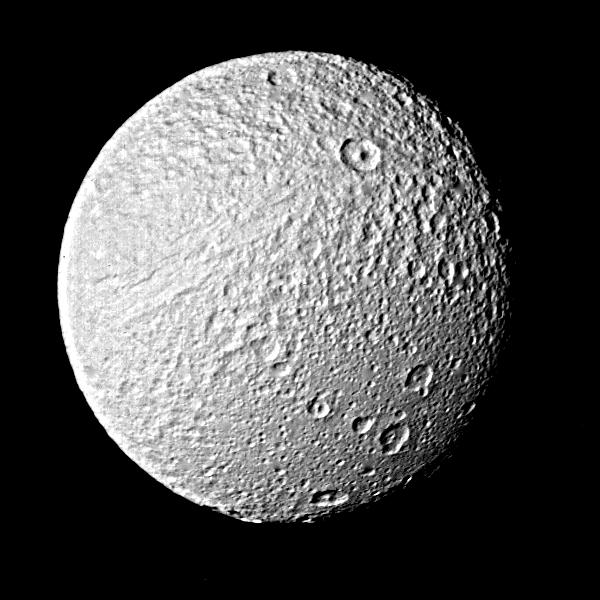
Tethys

- Dione
- Rhea
- Methone

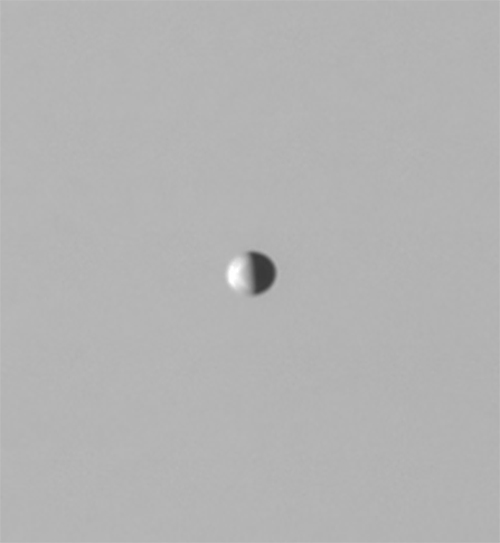
Pallene

- Loại "quỹ đạo chung" là một nhóm vệ tinh nằm trên cùng một quỹ đạo nhưng ở cách xa nhau và có cùng một vận tốc nên không bao giờ va chạm. Tethys (xem loại "lớn, bên trong" ở trên) dùng chung một quỹ đạo với hai vệ tinh nhỏ tên là Telesto và Calypso; Dione (xem loại "lớn, bên trong" ở trên) dùng chung một quỹ đạo với hai vệ tinh nhỏ tên là Helene và Polydeuces.
Trường hợp của Epimetheus và Janus (xem loại "bảo vệ vòng đai" ở trên) là trường hợp đặc biệt của loại này: cả hai lớn gần bằng nhau, có quỹ đạo riêng, và gần nhau vừa đủ để có thể va chạm, nhưng cứ vào khoảng 4 năm hai vệ tinh này đổi quỹ đạo với nhau để tránh va chạm.

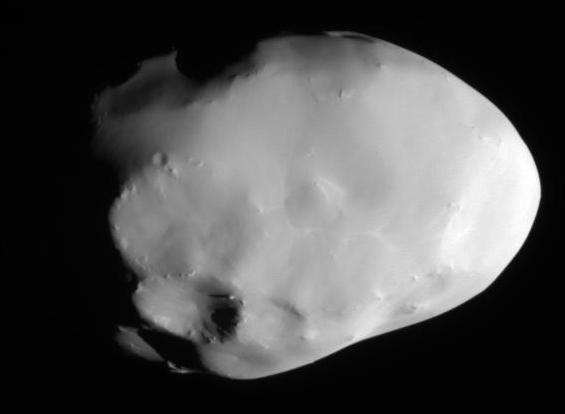
Telesto
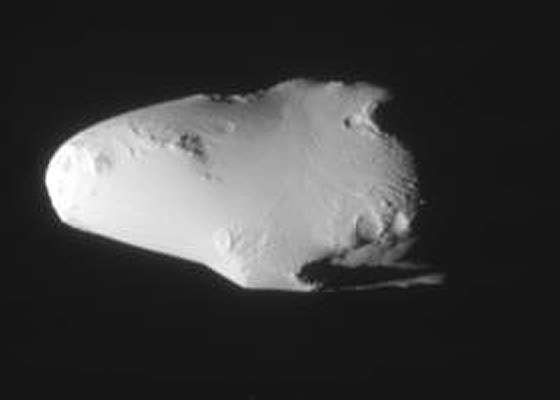
Calypso
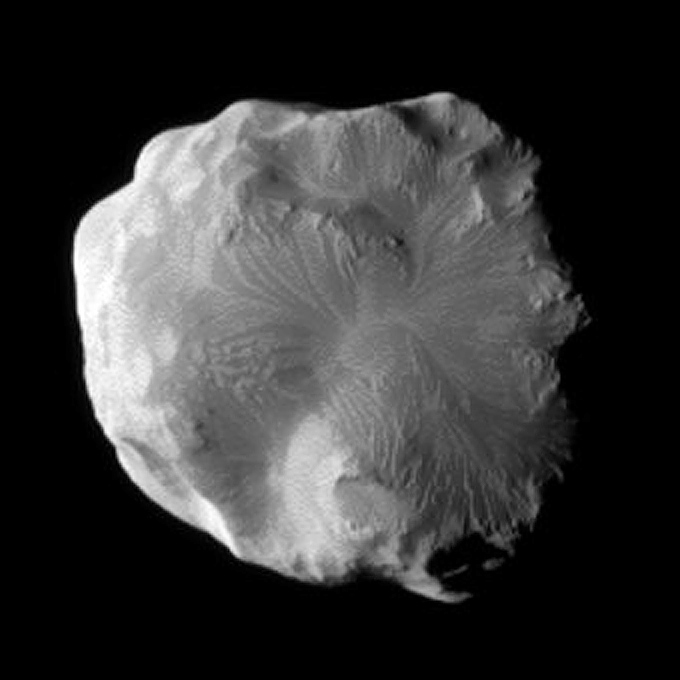
Helene
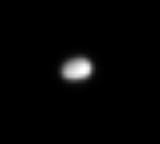
Polydeuces

- Loại vệ tinh "lớn, bên ngoài" có quỹ đạo nằm giữa 1 triệu và 3,5 triệu km nếu kể từ tâm của Sao Thổ ra. Các vệ tinh thuộc loại này gồm: Titan, Hyperion và Iapetus. Loại này có thể gọi là một nhóm.

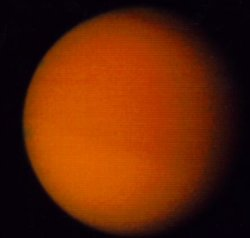
Titan
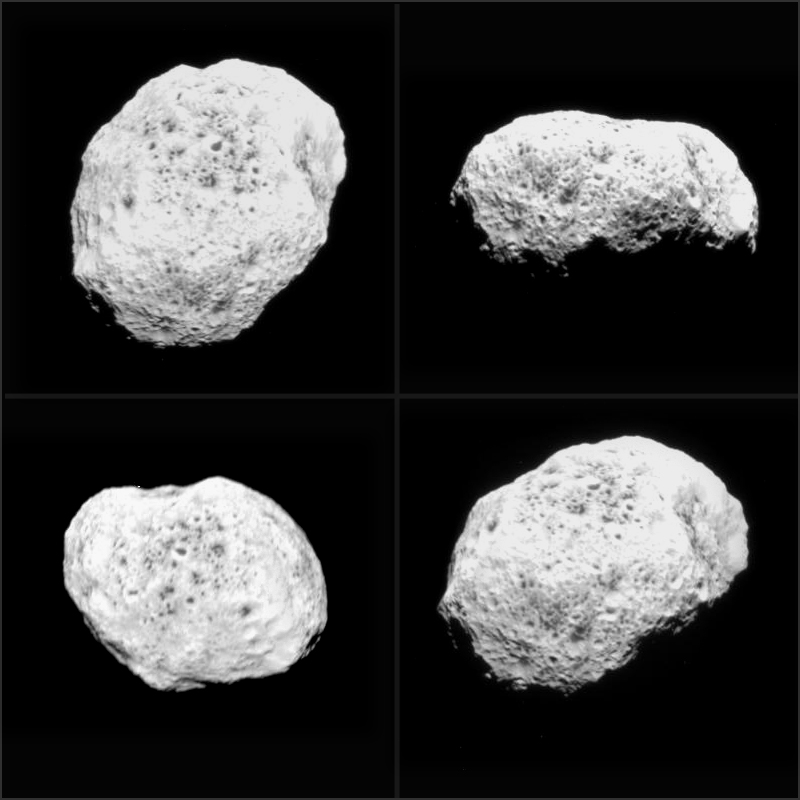
Hyperion
Bay tới Hyperion
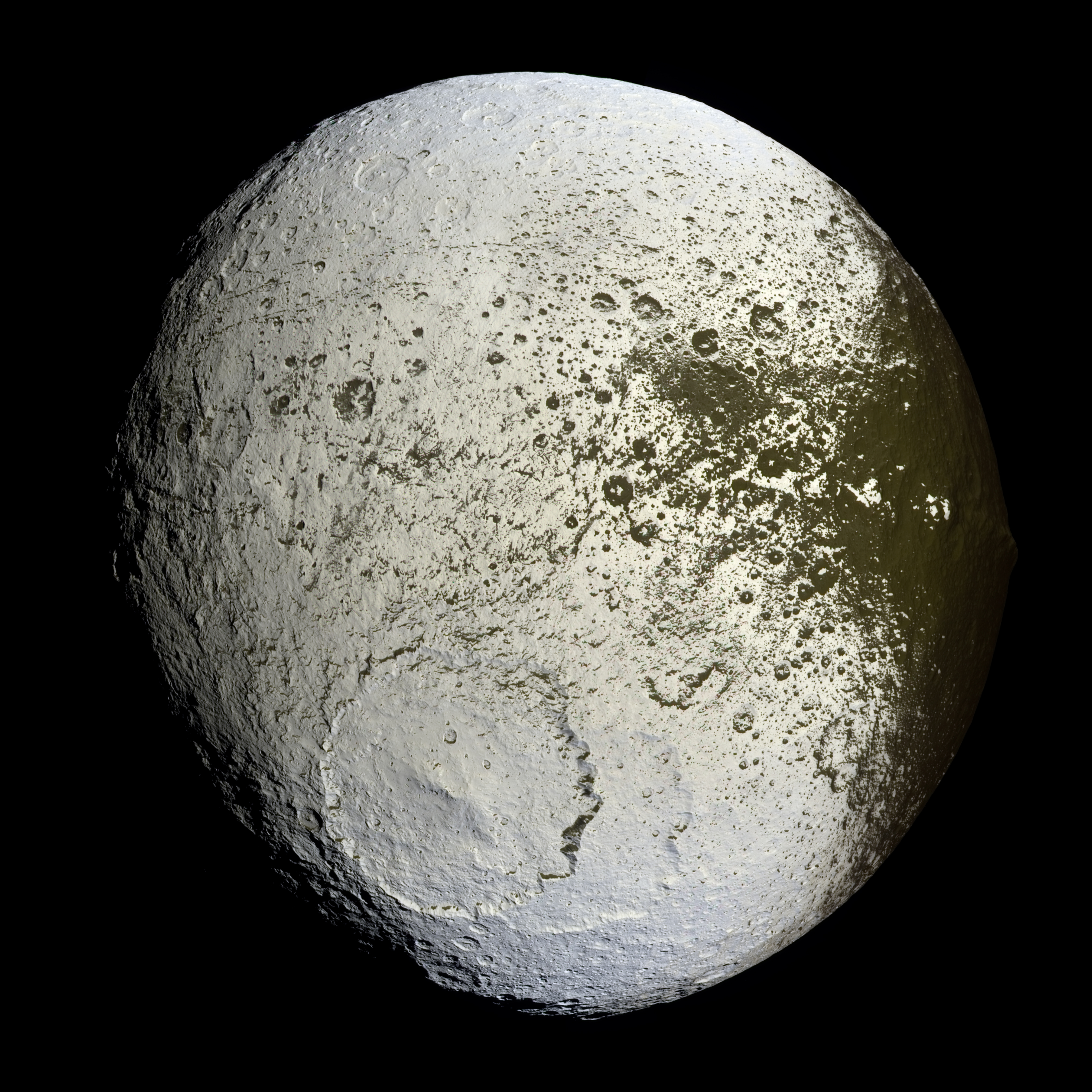
Iapetus

Các vệ tinh thuộc những loại trên là vệ tinh lớn với khối lượng đáng kể (ngoại trừ S/2004 S3, S/2004 S4, Methone và Pallene). Các vệ tinh còn lại là các vệ tinh nhỏ, thường thường bán kính chỉ vào khoảng 10 km (ngoại trừ Phoebe), có quỹ đạo ở ngoài 10 triệu km nếu kể từ tâm của Sao Thổ ra, mới được khám phá gần đây và được chia ra làm 3 nhóm:
- Nhóm Inuit bao gồm Kiviuq, Ijiraq, Paaliaq và Siarnaq.
- Nhóm Norse bao gồm Phoebe, Skathi, Mundilfari, Suttungr, Thrymr và Ymir.
- Nhóm Gallic bao gồm Albiorix, Erripao và Tarvos.

Trong các vệ tinh lớn, 8 vệ tinh tự quay một vòng chung quanh chính mình trong cùng một thời gian với một vòng chung quanh Sao Thổ nên luôn luôn có một mặt hướng về Sao Thổ và một mặt quay đi – giống như trường hợp của Mặt Trăng đối với Địa Cầu. Trong số các vệ tinh nhỏ, 6 vệ tinh đi ngược với chiều quay của Sao Thổ. Hầu hết các vệ tinh của Sao Thổ có cấu tạo pha trộn giữa băng và đá.
| Tên | Đường kính của vệ tinh (km) | Khối lượng của vệ tinh (kg) | Bán kính của quỹ đạo (km) | Chu kỳ của quỹ đạo (ngày) |
| Pan | 20                          | 3 × 1015                    | 133 583                   | 0,575                     |
| Atlas | 30 (40 × 20)                | 10 × 1015                   | 137 670                   | 0,6019                    |
| Prometheus | 91 (145 × 85 × 62)          | 270 × 1015                  | 139 350                   | 0,6130                    |
| Pandora | 84 (114 × 84 × 62)          | 220 × 1015                  | 141 700                   | 0,6285                    |
| Epimetheus | 115 (144 × 108 × 98)        | 560 × 1015                  | 151 422                   | 0,6942 S                  |
| Janus | 178 (196 × 192 × 150)       | 2,01 × 1018                 | 151 472                   | 0,6945 S                  |
| Mimas | 392                         | 38,0 × 1018                 | 185 520                   | 0,942422 S                |
| Enceladus | 498                         | 73,0 × 1018                 | 238 020                   | 1,370218 S                |
| Tethys | 1060                        | 622 × 1018                  | 294 660                   | 1,887802 S                |
| Telesto | 29 (34 × 28 × 36)           | 7 × 1015                    | 294 660                   | 1,887802                  |
| Calypso | 26 (34 × 22 × 22)           | 4 × 1015                    | 294 660                   | 1,887802                  |
| Dione | 1120                        | 1,05 × 1021                 | 377 400                   | 2,736915 S                |
| Helene | 33 (36 × 32 × 30)           | 30 × 1015                   | 377 400                   | 2,736915                  |
| Rhea | 1530                        | 2,49 × 1021                 | 527 040                   | 4,5175 S                  |
| Titan | 5150                        | 135 × 1021                  | 1 221 830                 | 15,94542                  |
| Hyperion | 286 (410 × 260 × 220)       | 17,7 × 1018                 | 1 481 100                 | 21,27661                  |
| Iapetus | 1460                        | 1,88 × 1021                 | 3 561 300                 | 79,33018 S                |
| Phoebe | 220                         | 4,00 × 1018                 | 12 952 000                | −550,48                   |
| Chu kỳ của quỹ đạo mang dấu trừ (−) nếu vệ tinh đi ngược với chiều quay của Sao Thổ. S có nghĩa là chu kỳ quay của vệ tinh bằng đúng chu kỳ của quỹ đạo. |                             |                             |                           |                           |

## Bảng thống kê
| Key               | Key     | Key           | Key            | Key           |
| ----------------- | ------- | ------------- | -------------- | ------------- |
| † Major icy moons | ♠ Titan | ‡ Inuit group | ♦ Gallic group | ♣ Norse group |

Các vệ tinh tự nhiên của Sao Thổ được liệt kê dưới đây theo bán kính trung bình quỹ đạo quay quanh hành tinh chính, từ gần đến xa. Vệ tinh có khối lượng đủ để có hình dạng cân bằng thủy tĩnh được in đậm, vệ tinh dị hình có nền màu đỏ, da cam và ghi.
| Thứ tự | Nhãn    | Tên          | Phát âm (key)     | Hình | Đường kính (km)                | Khối lượng (×1018 kg) | Semi-major axis (km) | Chu kỳ quỹ đạo (d) | Độ nghiêng quỹ đạo(°) | Lệch tâm | Vị trí                            | Năm phát hiện | Khám phá bởi                                      |
| ------ | ------- | ------------ | ----------------- | --- | ------------------------------ | --------------------- | -------------------- | ------------------ | --------------------- | -------- | --------------------------------- | ------------- | ------------------------------------------------- |
| 0      |         | S/2009 S 1   | —                 | | ≈ 0,3                          | <00000001             | ≈ 117,000            | ≈ 0.47             | ≈ 0°                  | ≈ 0      | outer B Ring                      | 2009          | Cassini–Huygens                                   |
| 0      |         | (moonlets)   |                   | A noisy image showing a few bright dots marked by circles. | 0.04 to 0.5                    | <00000001             | ≈ 130,000            | ≈ 0.55             | ≈ 0°                  | ≈ 0      | Three 1000-km bands within A Ring | 2006          | Cassini–Huygens                                   |
| 1      | XVIII   | Pan          | ˈpæn              | A bright fuzzy band (rings of Saturn) is running from the left to right. In the center a bright irregularity shaped body is superimposed on its upper edge. A narrow grayish band, which là một part of the main band, partially covers the body. | 28.4 ± 2.6 (35×32×21)          | 000495±000075         | 133,584              | +057505            | 0.001°                | 0000035  | in Encke Division                 | 1990          | M. Showalter                                      |
| 2      | XXXV    | Daphnis      | ˈdæfnɨs           | Two bright bands run from the left to right. In the narrow gap between them (Keeler gap), which has wavy edges, a small oblong object can be seen. | 7.8 ± 1.6 (9×9×6)              | 0000084±0000012       | 136,505              | +059408            | ≈ 0°                  | ≈ 0      | in Keeler Gap                     | 2005          | Cassini–Huygens                                   |
| 3      | XV      | Atlas        | ˈætləs            | An irregularly shaped body is half illuminated from the right. The terminator runs from the top to bottom. The body, which looks like a cone viewed from the vertex, is elongated in the direction perpendicular to the image. | 30.2 ± 2.8 (42×36×18)          | 0.0066 ± 0.00006      | 137,670              | +060169            | 0.003°                | 0.0012   | outer A Ring shepherd             | 1980          | Voyager 2                                         |
| 4      | XVI     | Prometheus   | proʊˈmiːθiːəs     | An irregularly shaped oblong body is fully illuminated. It is elongated in the direction from the right to left. Its surface is covered by craters. There is valley at the top. | 86.2 ± 5.4 (123×79×61)         | 0.1566 ± 0.0019       | 139,380              | +061299            | 0.008°                | 0.0022   | inner F Ring shepherd             | 1980          | Voyager 2                                         |
| 5      | XVII    | Pandora      | pænˈdɔərə         | An irregularly shaped body is half illuminated from the bottom. The terminator runs from the left to right. The surface is covered by numerous craters. | 80.6 ± 4.4 (103×80×64)         | 0.1356 ± 0.0022       | 141,720              | +062850            | 0.050°                | 0.0042   | outer F Ring Shepherd             | 1980          | Voyager 2                                         |
| 6a     | XI      | Epimetheus   | ˌɛpɨˈmiːθiːəs     | A fully illuminated irregular body, which has a shape remotely resembling a cube. One vertex with a large crater is at the right side of the image pointing towards the light source. The body's surface consists of ridges and valleys and is covered by craters. | 113.4 ± 3.8 (116×117×106)      | 053040±000193         | 151,422              | +069433            | 0.335°                | 0.0098   | co-orbital                        | 1977          | J. Fountain, and S. Larson                        |
| 6b     | X       | Janus        | ˈdʒeɪnəs          | An irregular body, whose outline looks like an approximate circle in this image. It is illuminated from the bottom-left. The terminator runs from the top-left to bottom-right. The surface is covered by craters. | 179.2 ± 4 (195×194×152)        | 1.912 ± 0.005         | 151,472              | +069466            | 0.165°                | 0.0068   | co-orbital                        | 1966          | A. Dollfus                                        |
| 8      | LIII    | Aegaeon      | iːˈdʒiːən         | There images of a ring's segment are stacked together from the right to left. They shows motion of a moon along the ring. | ≈ 0.5                          | ~00000001             | 167,500              | +080812            | 0.001°                | 0.0002   | G Ring moonlet                    | 2008          | Cassini–Huygens                                   |
| 9      | I       | †Mimas       | ˈmaɪməs           | A spherical body is half illuminated from the left. The terminator runs from the top to bottom in the vicinity of the right limb. A large crater with a central peak sits on the terminator slightly to the right and above the center of the body. It makes the body look like the Death Star. There are numerous smaller craters.                                                                                              | 396.4 ± 1.0 (415×394×381)      | 37.493 ± 0.031        | 185,404              | +0942422           | 1.566°                | 0.0202   |                                   | 1789          | W. Herschel                                       |
| 10     | XXXII   | Methone      | mɨˈθoʊniː         | A dot in the glare of Saturn | 3.2 ± 1.2                      | ~000002               | 194,440              | +100957            | 0.007°                | 0.0001   | Alkyonides                        | 2004          | Cassini–Huygens                                   |
| 11     | XLIX    | Anthe        | ˈænθiː            | An animated image showing as a dot (right) moves around Saturn (left) outside the main rings (in the middle), which are viewed from a relatively low angle. | ≈ 2                            | ~0000007              | 197,700              | +103650            | 0.1°                  | 0.001    | Alkyonides                        | 2007          | Cassini–Huygens                                   |
| 12     | XXXIII  | Pallene      | pəˈliːniː         | A dot in the glare of Saturn | 4.4 ± 0.6 (5×4×4)              | ~000005               | 212,280              | +115375            | 0.181°                | 0.0040   | Alkyonides                        | 2004          | Cassini–Huygens                                   |
| 13     | II      | †Enceladus   | ɛnˈsɛlədəs        | A spherical body is half illuminated from the left. The terminator runs from the top to bottom in the vicinity of the right limb. In the center and at the top there are heavily cratered areas. The areas to the left and at the bottom have few craters and are intersected by lots of sinuous greenish grooves. The four prominent grooves at the bottom are Tiger stripes.                                                   | 504.2 ± 0.4 (513×503×497)      | 108.022 ± 0.101       | 237,950              | +1370218           | 0.010°                | 0.0047   | Generates the E ring              | 1789          | W. Herschel                                       |
| 14     | III     | †Tethys      | ˈtiːθɨs           | A spherical heavily cratered body is illuminated from the bottom. The terminator runs from the left to right in the vicinity of the top limb. There is a wide curved graben running from the center of the body to the bottom. It is Ithaca Chasma. | 1,066 ± 2.8 (1081×1062×1055)   | 617.049 ± 0.132       | 294,619              | +1887802           | 0.168°                | 0.0001   |                                   | 1684          | G. Cassini                                        |
| 14a    | XIII    | Telesto      | tɨˈlɛstoʊ         | A potato shaped body is illuminated from the right. The terminator runs from the top to bottom. There is a large crater at the bottom near the terminator. The body is elongated from the right to left. | 24.8 ± 0.8 (31×24×21)          | ~0.00941              | 294,619              | +1.887802          | 1.158°                | 0.000    | vệ tinh Troia dẫn trước Tethys    | 1980          | B. Smith, H. Reitsema, S. Larson, and J. Fountain |
| 14b    | XIV     | Calypso      | kəˈlɪpsoʊ         | An oblong reddish body is seen in this low resolution image. | 21.2 ± 1.4 (30×23×14)          | ~0.0063               | 294,619              | +1887802           | 1.473°                | 0.000    | vệ tinh Troia đi sau Tethys       | 1980          | D. Pascu, P. Seidelmann, W. Baum, and D. Currie   |
| 17     | IV      | †Dione       | daɪˈoʊniː         | A spherical body is half illuminated from the right. The terminator is running from the top to bottom slightly to the left off the center. The central part of the body is smooth and has only a few craters. A heavily cratered terrain is near the right limb. A part of a large crater is intersected by the terminator in the lower-left corner. To the left of it there is a long crack running parallel to the terminator. | 1,123.4 ± 1.8 (1128×1122×1121) | 1,095.452 ± 0.168     | 377,396              | +2736915           | 0.002°                | 0.0022   |                                   | 1684          | G. Cassini                                        |
| 17a    | XII     | Helene       | ˈhɛlɨniː          | An irregularly shaped body illuminated from the left. Its surface is covered by numerous impact craters. | 33 ± 1.2 (39×37×25)            | ~002446               | 377,396              | +2736915           | 0.212°                | 0.0022   | vệ tinh Troia dẫn trước Dione     | 1980          | P. Laques and J. Lecacheux                        |
| 17b    | XXXIV   | Polydeuces   | ˌpɒliˈdjuːsiːz    | An small oblong body is barely resolved in this image. | 2.6 ± 0.8 (3×2×1)              | ~000003               | 377,396              | +2736915           | 0.177°                | 0.0192   | vệ tinh Troia đi sau Dione        | 2004          | Cassini–Huygens                                   |
| 20     | V       | †Rhea        | ˈriːə             | A spherical body is almost fully illuminated. The terminator is running near the top edge. The surface is covered by numerous craters. Two partially overlapping large craters can be seen above the center. One that is younger is above and to the right from the older one. | 1,528.6 ± 4.4 (1534×1525×1526) | 2,306.518 ± 0.353     | 527,108              | +4518212           | 0.327°                | 0001258  |                                   | 1672          | G. Cassini                                        |
| 21     | VI      | ♠Titan       | ˈtaɪtən           | An orange spherical body is half illuminated from the right. The terminator is running from the top to bottom slightly to the left off the center. Both limb and terminator are fuzzy due to light scattering in the atmosphere. | 5,151                          | 134,520 ± 20          | 1,221,930            | +1594542           | 0.3485°               | 0.0288   |                                   | 1655          | C. Huygens                                        |
| 22     | VII     | †Hyperion    | haɪˈpɪəriən       | An irregularly shaped oblong body is illuminated from the left. The terminator is near the right limb. The body is elongated in the top-bottom direction. The surface is punctured by numerous impact craters, which make it look like a sponge or cheese. | 266 ± 8 (328×260×214)          | 5.584 ± 0.068         | 1,481,010            | +2127661           | 0.568°                | 0123006  | in 4:3 resonance with Titan       | 1848          | W. Bond G. Bond W. Lassell                        |
| 23     | VIII    | †Iapetus     | aɪˈæpɨtəs         | | 1,805.635 ± 0.375              | 3,560,820             | 3,560,820            | +79.3215           | 7.570°                | 0028613  |                                   | 1671          | G. Cassini                                        |
| 24     | XXIV    | ‡Kiviuq      | ˈkɪvioʊk          | | ≈ 16                           | ~000279               | 11,294,800           | +448.16            | 49.087°               | 0.3288   | Inuit group                       | 2000          | B. Gladman, J. Kavelaars                          |
| 25     | XXII    | ‡Ijiraq      | ˈiː.ɨrɒk          | | ≈ 12                           | ~000118               | 11,355,316           | +451.77            | 50.212°               | 0.3161   | Inuit group                       | 2000          | B. Gladman, J. Kavelaars                          |
| 26     | IX      | ♣†Phoebe     | ˈfiːbiː           | An approximately spherical heavily cratered body is illuminated from the bottom-right. The terminator runs near the left and top limbs. There is huge crater at the top, which affects the shape, and another slightly smaller at the bottom. | 214.4 ± 12.4 (230×220×210)     | 8.292 ± 0.010         | 12,869,700           | −545.09            | 173.047°              | 0156242  | Norse group                       | 1899          | W. Pickering                                      |
| 27     | XX      | ‡Paaliaq     | ˈpɑːliɒk          | | ≈ 22                           | ~000725               | 15,103,400           | +692.98            | 46.151°               | 0.3631   | Inuit group                       | 2000          | B. Gladman, J. Kavelaars                          |
| 28     | XXVII   | ♣Skathi      | ˈskɒði            | | ≈ 8                            | ~000035               | 15,672,500           | −732.52            | 149.084°              | 0.246    | Norse (Skathi) Group              | 2000          | B. Gladman, J. Kavelaars                          |
| 29     | XXVI    | ♦Albiorix    | ˌælbiˈɒrɪks       | | ≈ 32                           | ~0.0223               | 16,266,700           | +774.58            | 38.042°               | 0.477    | Gallic group                      | 2000          | M. Holman                                         |
| 30     |         | ♣S/2007 S 2  | —                 | | ≈ 6                            | ~000015               | 16,560,000           | −792.96            | 176.68°               | 0.2418   | Norse group                       | 2007          | S. Sheppard, D. Jewitt, J. Kleyna, B. Marsden     |
| 31     | XXXVII  | ♦Bebhionn    | bɛˈviːn, ˈvɪvi.ɒn | | ≈ 6                            | ~000015               | 17,153,520           | +838.77            | 40.484°               | 0.333    | Gallic group                      | 2004          | S. Sheppard, D. Jewitt, J. Kleyna                 |
| 32     | XXVIII  | ♦Erriapus    | ˌɛriˈæpəs         | | ≈ 10                           | ~000068               | 17,236,900           | +844.89            | 38.109°               | 0.4724   | Gallic group                      | 2000          | B. Gladman, J. Kavelaars                          |
| 33     | XLVII   | ♣Skoll       | ˈskɒl, ˈskɜːl     | | ≈ 6                            | ~000015               | 17,473,800           | −862.37            | 155.624°              | 0.418    | Norse (Skathi) group              | 2006          | S. Sheppard, D. Jewitt, J. Kleyna                 |
| 34     | XXIX    | ‡Siarnaq     | ˈsiːɑrnək         | | ≈ 40                           | ~0.0435               | 17,776,600           | +884.88            | 45.798°               | 024961   | Inuit group                       | 2000          | B. Gladman, J. Kavelaars                          |
| 35     | LII     | ‡Tarqeq      | ˈtɑrkeɪk          | | ≈ 7                            | ~000023               | 17,910,600           | +894.86            | 49.904°               | 0.1081   | Inuit group                       | 2007          | S. Sheppard, D. Jewitt, J. Kleyna                 |
| 36     |         | ♣S/2004 S 13 | —                 | | ≈ 6                            | ~0.00015              | 18,056,300           | −905.85            | 167.379°              | 0.261    | Norse group                       | 2004          | S. Sheppard, D. Jewitt, J. Kleyna                 |
| 37     | LI      | ♣Greip       | ˈɡreɪp            | | ≈ 6                            | ~000015               | 18,065,700           | −906.56            | 172.666°              | 0.3735   | Norse group                       | 2006          | S. Sheppard, D. Jewitt, J. Kleyna                 |
| 38     | XLIV    | ♣Hyrrokkin   | hɪˈrɒkɨn          | | ≈ 8                            | ~000035               | 18,168,300           | −914.29            | 153.272°              | 0.3604   | Norse (Skathi) group              | 2006          | S. Sheppard, D. Jewitt, J. Kleyna                 |
| 39     | L       | ♣Jarnsaxa    | jɑrnˈsæksə        | | ≈ 6                            | ~000015               | 18,556,900           | −943.78            | 162.861°              | 0.1918   | Norse group                       | 2006          | S. Sheppard, D. Jewitt, J. Kleyna                 |
| 40     | XXI     | ♦Tarvos      | ˈtɑrvɵs           | | ≈ 15                           | ~0.0023               | 18,562,800           | +944.23            | 34.679°               | 0.5305   | Gallic group                      | 2000          | B. Gladman, J. Kavelaars                          |
| 41     | XXV     | ♣Mundilfari  | ˌmʊndəlˈvɛri      | | ≈ 7                            | ~000023               | 18,725,800           | −956.70            | 169.378°              | 0.198    | Norse group                       | 2000          | B. Gladman, J. Kavelaars                          |
| 42     |         | ♣S/2006 S 1  | —                 | | ≈ 6                            | ~000015               | 18,930,200           | −972.41            | 154.232°              | 0.1303   | Norse (Skathi) group              | 2006          | S. Sheppard, D.C. Jewitt, J. Kleyna               |
| 43     |         | ♣S/2004 S 17 | —                 | | ≈ 4                            | ~000005               | 19,099,200           | −985.45            | 166.881°              | 0.226    | Norse group                       | 2004          | S. Sheppard, D. Jewitt, J. Kleyna                 |
| 44     | XXXVIII | ♣Bergelmir   | bɛərˈjɛlmɪər      | | ≈ 6                            | ~000015               | 19,104,000           | −985.83            | 157.384°              | 0.152    | Norse (Skathi) group              | 2004          | S. Sheppard, D. Jewitt, J. Kleyna                 |
| 45     | XXXI    | ♣Narvi       | ˈnɑrvi            | | ≈ 7                            | ~000023               | 19,395,200           | −1,008.45          | 137.292°              | 0.320    | Norse (Narvi) group               | 2003          | S. Sheppard, D. Jewitt, J. Kleyna                 |
| 46     | XXIII   | ♣Suttungr    | ˈsʊtʊŋɡər         | | ≈ 7                            | ~000023               | 19,579,000           | −1,022.82          | 174.321°              | 0.131    | Norse group                       | 2000          | B. Gladman, J. Kavelaars                          |
| 47     | XLIII   | ♣Hati        | ˈhɑːti            | | ≈ 6                            | ~000015               | 19,709,300           | −1,033.05          | 163.131°              | 0.291    | Norse group                       | 2004          | S. Sheppard, D. Jewitt, J. Kleyna                 |
| 48     |         | ♣S/2004 S 12 | —                 | | ≈ 5                            | ~000009               | 19,905,900           | −1,048.54          | 164.042°              | 0.396    | Norse group                       | 2004          | S. Sheppard, D. Jewitt, J. Kleyna                 |
| 49     | XL      | ♣Farbauti    | fɑrˈbaʊti         | | ≈ 5                            | ~000009               | 19,984,800           | −1,054.78          | 158.361°              | 0.209    | Norse (Skathi) group              | 2004          | S. Sheppard, D. Jewitt, J. Kleyna                 |
| 50     | XXX     | ♣Thrymr      | ˈθrɪmər           | | ≈ 7                            | ~000023               | 20,278,100           | −1,078.09          | 174.524°              | 0.453    | Norse group                       | 2000          | B. Gladman, J. Kavelaars                          |
| 51     | XXXVI   | ♣Aegir       | ˈaɪ.ɪər           | | ≈ 6                            | ~000015               | 20,482,900           | −1,094.46          | 167.425°              | 0.237    | Norse group                       | 2004          | S. Sheppard, D. Jewitt, J. Kleyna                 |
| 52     |         | ♣S/2007 S 3  | —                 | | ≈ 5                            | ~000009               | 20,518,500           | ≈ −1,100           | 177.22°               | 0.130    | Norse group                       | 2007          | S. Sheppard, D. Jewitt, J. Kleyna                 |
| 53     | XXXIX   | ♣Bestla      | ˈbɛstlə           | | ≈ 7                            | ~000023               | 20,570,000           | −1,101.45          | 147.395°              | 0.77     | Norse (Narvi) group               | 2004          | S. Sheppard, D. Jewitt, J. Kleyna                 |
| 54     |         | ♣S/2004 S 7  | —                 | | ≈ 6                            | ~000015               | 20,576,700           | −1,101.99          | 165.596°              | 0.5299   | Norse group                       | 2004          | S. Sheppard, D. Jewitt, J. Kleyna                 |
| 55     |         | ♣S/2006 S 3  | —                 | | ≈ 6                            | ~000015               | 21,076,300           | −1,142.37          | 150.817°              | 0.4710   | Norse (Skathi) group              | 2006          | S. Sheppard, D. Jewitt, J. Kleyna                 |
| 56     | XLI     | ♣Fenrir      | ˈfɛnrɪər          | | ≈ 4                            | ~000005               | 21,930,644           | −1,212.53          | 162.832°              | 0.131    | Norse group                       | 2004          | S. Sheppard, D. Jewitt, J. Kleyna                 |
| 57     | XLVIII  | ♣Surtur      | ˈsʊərtər          | | ≈ 6                            | ~000015               | 22,288,916           | −1,242.36          | 166.918°              | 0.3680   | Norse group                       | 2006          | S. Sheppard, D. Jewitt, J. Kleyna                 |
| 58     | XLV     | ♣Kari        | ˈkɑri             | | ≈ 7                            | ~000023               | 22,321,200           | −1,245.06          | 148.384°              | 0.3405   | Norse (Skathi) group              | 2006          | S. Sheppard, D. Jewitt, J. Kleyna                 |
| 59     | XIX     | ♣Ymir        | ˈɪmɪər            | | ≈ 18                           | ~000397               | 22,429,673           | −1,254.15          | 172.143°              | 0.3349   | Norse group                       | 2000          | B. Gladman, J. Kavelaars                          |
| 60     | XLVI    | ♣Loge        | ˈlɔɪ.eɪ           | | ≈ 6                            | ~000015               | 22,984,322           | −1,300.95          | 166.539°              | 0.1390   | Norse group                       | 2006          | S. Sheppard, D. Jewitt, J. Kleyna                 |
| 61     | XLII    | ♣Fornjot     | ˈfɔrnjɒt          | | ≈ 6                            | ~000015               | 24,504,879           | −1,432.16          | 167.886°              | 0.186    | Norse group                       | 2004          | S. Sheppard, D. Jewitt, J. Kleyna                 |